# Haikou
Haikou (海口S, HǎikǒuP) è una città della Cina, situata all'estremo Nord dell'isola di Hainan. Nel 2010 aveva una popolazione stimata in 1,8 milioni, risultando quindi la città di gran lunga più abitata dell'isola.
Dal 1988 è la capitale della provincia di Hainan.

## Monumenti e luoghi d'interesse

### Architetture civili
È in costruzione l'Haikou Tower, un grattacielo alto 428 metri, formato da 94 piani e parte di un complesso di 10 edifici.

## Geografia antropica

### Suddivisioni amministrative
- Distretto di Longhua
- Distretto di Xiuying
- Distretto di Qiongshan
- Distretto di Meilan

## Amministrazione

### Gemellaggi
- Perth
- Oklahoma City
- Scottsdale
- Gdynia
- Darwin